# Juozas Jurginis

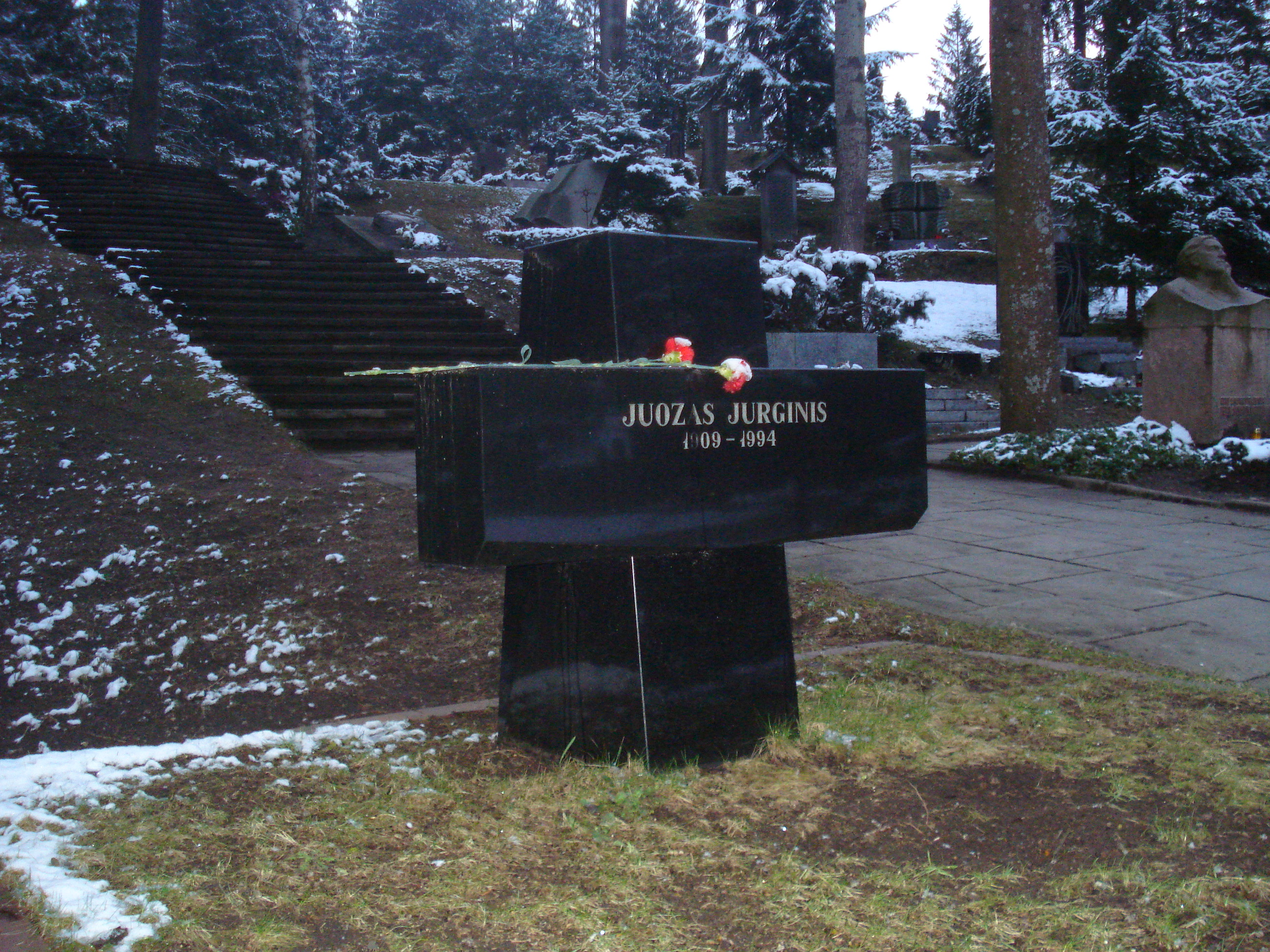
Tumba Cementerio de Antakalnis.

Juozas Jurginis (1909, 5 de febrero, Vikonyse, Anykščiai Valsčius -5 de julio de 1994, Vilna) fue un historiador lituano, académico, colaborador de prensa y activista comunista.

## Biografía
Entre 1918 y 1921 asistió a la escuela primaria de Anykščiai, en 1921-1925 a la escuela secundaria de Anykščiai, en 1925-1928 asistió al  Gimnasium Ukmergė, del que fue expulsado por publicar la revista procomunista "Jaunystės akordai". A partir de 1928 continuó sus estudios en el Gimnasium Panevėžio, y aprobó sus exámenes finales en el Gimnasium Rokiškio. En 1929 ingresó en la Universidad Vytautas Magnus Facultad de Tecnología. En 1929-1934 fue detenido y encarcelado en la prisión de Šiauliai. En 1934-1935 hizo el servicio militar en las Fuerzas Armadas de Lituania. En 1935-1937 continuó sus estudios en la universidad, pero no los terminó.
En 1937, fue castigado por el comandante militar de Kaunas por su participación en actividades estudiantiles antiestatales y cumplió su condena en el campo de trabajo de Pravieniškės. En 1934, comenzó a colaborar en la prensa, escribiendo para las publicaciones "Lietuvos žinios", "Kultūra", "Karys", "Dienovidis", y otras,
Entre 1926 y 1928 fue miembro del LKJS, y entre 1928-1940 miembro del LKP. En 1937, por encargo del Comité Central del CKP, se instaló en Estocolmo (Suecia) como corresponsal en el extranjero del periódico "Lietuvos žinios". En 1937-1939, estudió en la Facultad de Humanidades de la Escuela Superior de Estocolmo, y medió en los contactos del LKP con Zigmu Angarietis en Moscú. Al mismo tiempo, en "Lietuvos žinios" y "Dienovydy" O. Breivė bajo el seudónimo de Breivė imprimía publicaciones antibolcheviques. Entre abril y diciembre de 1939, en Estados Unidos recogió donaciones para las actividades comunistas en Lituania. A principios de 1940 vivía de nuevo en Estocolmo.
Tras la ocupación de Lituania, ayudó a hacerse con los activos del Ministerio de Asuntos Exteriores, que estaba siendo liquidado. Entre junio y agosto de 1940. Director del Departamento Político del Ministerio de Asuntos Exteriores de la LSSR a finales de 1940 - [junio de 1941, jefe adjunto de la Junta de Asuntos Artísticos. A finales de 1940 - principios de 1941 - Secretario de la Comisión para la Repatriación de Lituanos de las regiones de Klaipėda y Suvalkiai. Durante la ocupación alemana vivió en Vilna, trabajó en "Lietūky". Detenido en agosto de 1943, interrogado por la Gestapo. En 1944-1945 fue miembro de la comisión encargada de determinar las consecuencias de la ocupación en la LSSR.
De 1945 a 1948 fue director de la Biblioteca de la Academia de Ciencias de Lituania. Diciembre de 1945-enero de 1946 con Povilas Pakarklis Karaliaučius y colaboradores, buscó y llevó a Vilnius importantes materiales en lengua lituana. En 1946 se graduó en la Universidad de Vilnius. En 1947-1949 fue profesor en la Instituto de Artes de Vilna, jefe del Departamento de Historia del Arte. En 1948 defendió su tesis como candidato a ciencias históricas.
En 1948-1951 y 1956-1972 fue subdirector del Instituto de Historia, en 1951-1956 fue degradado a investigador junior por razones ideológicas. De 1950 a 1972 enseñó en la Universidad de Vilna, 1958 profesor asociado, 1968 profesor. 1960-1980, Jefe del Sector de Historia del Feudalismo del Instituto de Historia, 1980-1984, Investigador Senior-Consultor, 1984-1991. En 1963 defendió su tesis doctoral en historia "El establecimiento del Baudjava en Lituania". La obra publicada sobre la base de la disertación se considera uno de los mayores logros de la enseñanza de la historia lituana en los años de posguerra.
Miembro de los consejos de redacción de "Fuentes de la historia de la RSS de Lituania" (vol. 1, Vilna, 1955) y "La historia de la RSS de Lituania" (vol. 1-4, Vilna, 1957-1975; "La historia de la RSS de Lituania desde los primeros tiempos hasta 1957", Vilna, 1958). Junto con otros, escribió libros de texto de historia lituana para las escuelas (1957-1973). Presidente del Presidium de la rama lituana de la Sociedad de Amistad URSS-RDA en 1960-1976. Desde 1968, miembro de la  Academia de Ciencias de Lituania. Miembro de la National Geographic Society. En los años de posguerra, escribió sobre temas históricos y culturales en la revista "Mokslas ir gyvenimas", el semanario "Literatūra ir menas" y otras publicaciones. Miembro del consejo de redacción de la Enciclopedia Soviética Lituana y jefe de la sección de historia de dicha enciclopedia en la LSSR.